# 바이오메가 (자전거)

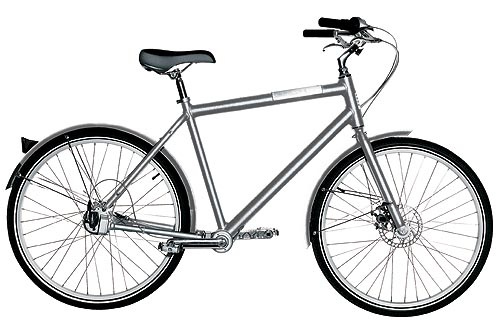
바이오메가 ams mens 8sp

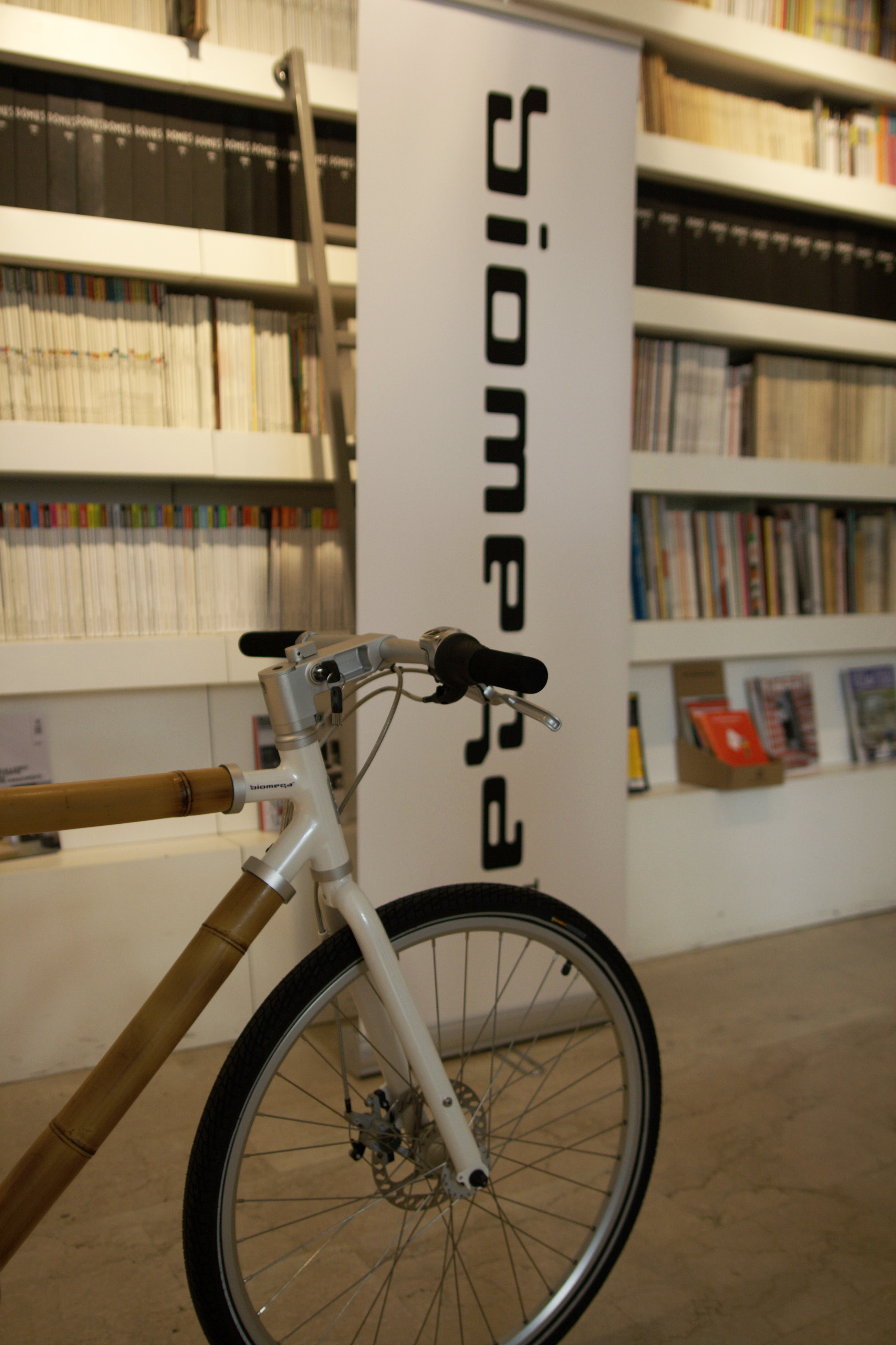
바이오메가 대나무 자전거.

바이오메가(Biomega)는 코펜하겐에 위치한 덴마크의 디자이너 자전거 브랜드이다.
제품 설계를 위하여 Marc Newson, Ross Lovegrove, 카림 라시드를 포함하여 자전거 산업 이외 분야의 국제 디자이너들을 고용하는 것으로 알려져 있다. "바이오메가"라는 이름의 자전거를 생산하는 것 외에도 팰컨(Falcon)이 푸마와 공동 브랜드로 자전거를 생산한다.
바이오메가 자전거는 MOMA, SFMOMA, Sir Terrence Conran Foundation Collection의 디자인 컬렉션에 전시되어 있다.

## 역사
바이오메가는 1998년 Jens Martin Skibsted와 Elias Grove Nielsen에 의해 설립되었다.

## 기술
바이오메가는 축 구동 자전거와 대나무 자전거를 만든다.